# Петро (Козак)
Петро́ Коза́к (4 квітня 1911, Лошнів — 9 грудня 1984, Водяне) — редемпторист, єпископ Української греко-католицької церкви; з 1983 року — єпископ-помічник Львівської архієпархії.

## Життєпис
Народився 4 квітня 1911 року в селі Лошнів (тепер Теребовлянський район Тернопільської області). У 1925 році вступив до ювенату (або малої семінарії) на Збоїсках, який закінчив у 1931 році. Того ж року вступив до монастиря та 27 серпня розпочав річний новіціат. Перші обіти склав 28 серпня 1932 року та наприкінці року виїхав на навчання до Бельгії. В часі навчання, 21 вересня 1935 року, він склав вічні обіти, а 25 липня 1937 року отримав священничі свячення з рук блаженного владики Миколая Чарнецького, ЧНІ.

### Душпастирська праця
Повернувшись до Галичини, призначений вчителем у ювенаті. У травні 1939 року отець Петро переїхав до монастиря у м. Ковель. Після закриття монастиря восени 1939 року, служив у селах наближених до Галичини. Влітку 1941 року він повернувся до Ковеля, де був до осені, а тоді якийсь час служив у селах Барані Потоки та Копитів. Опісля отримав призначення до Тернополя, де від серпня 1945 року, через арешт о. Василя Величковського, став настоятелем. Упродовж цілого року о. Петру вдалося отримувати дозвіл на служіння в храмі, але на початку осені 1946 року всіх редемптористів прогнали з Тернополя. Вони переїхали в монастир у с. Голоско біля Львова. Коли у жовтні 1948 року зліквідували цей монастир, то отець Петро спочатку поїхав до Унева, а з наступного року виїхав до Теребовлі, пройшов бухгалтерські курси і від липня 1949 року працював бухгалтером. У травні 1950 року його заарештували та заслали до Сибіру, у поселення Білий Яр Томської області. Звільнили отця Петра в жовтні 1960 року, а навесні наступного року він повернувся додому. Якийсь час проживав у батьків, а пізніше оселився у селі Водяне. До пенсійного віку треба було ще чекати 10 років, тому влаштувався на роботу кочегаром, опісля — столяром, слюсарем. А поміж тим душпастирював по Львівщині, Тернопільщині та Івано-Франківщині. Крім цього він навчав у підпільній семінарії як своїх співбратів, так і світських священиків.

### Єпископ підпільної УГКЦ

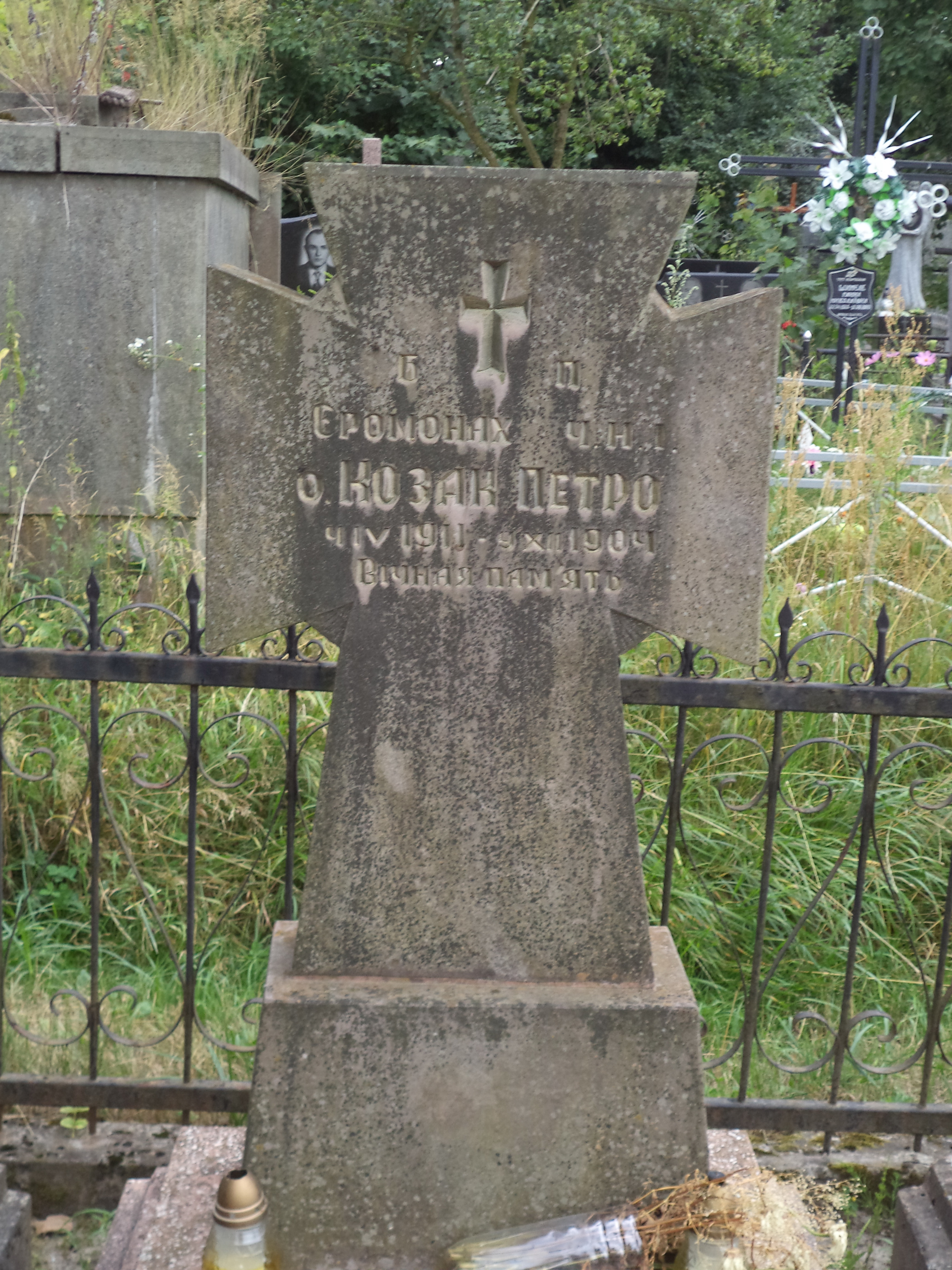
Пам'ятник на могилі о. Петра Козака в с. Водяне

Восени 1969 року арештували владику Василя Величковського, і тому, правдоподібно, що саме тоді отець Петро отримав єпископські свячення з рук владики Володимира (Стернюка) як його помічник, хоча в інших джерелах зазначено, що це відбулося 1983 року. В останні роки свого життя хворів на серце. Трагічно помер владика Петро 9 грудня 1984 року та похований на цвинтарі у с. Водяне.